# Observatoire astronomique national de San Pedro Mártir
L'Observatoire astronomique national de San Pedro Mártir (OAN) est un observatoire situé dans la Sierra de San Pedro Mártir, en Basse-Californie, au Mexique. Il a été construit par l'université nationale autonome du Mexique (UNAM). C’est l’observatoire le plus important du Mexique. Il est situé à une altitude de 2 830 m. 

## Historique de l'OAN
Bien que l'histoire de l'Observatoire remonte aux années 1960, c'est en 1971 qu'il a eu un usage professionnel avec l'installation des télescopes de 1,5 m et 84 cm. En 1971, deux télescopes ont été installés, un de 84 cm et l’autre de 1,5 m. En 1979, l'UNAM  a inauguré un télescope de 2,1 m.
L'OAN, qui compte actuellement deux sites, a été fondé à Ensenada en Basse-Californie et à Tonantzintla dans l'État de Puebla. Il offre aux chercheurs nationaux et internationaux la possibilité d'effectuer des observations de qualité.
En 1951, l'OAN avait été déplacé de Tacubaya (es) dans la banlieue ouest de Mexico à Tonantzintla en raison de la pollution croissante de la vallée de Mexico.

## Un nouveau dispositif robotisé depuis 2015
Si l'OAN comprenait trois télescopes de diamètre de 2,1 m, 1,5 m et 0,84 m, depuis 1979 il s'est équipé en 2015 d'un nouveau télescope de 60 cm de diamètre cette fois robotisé : le Bootes, lequel permet d'observer la lumière visible des rayons gamma ou des objets qui émettent de fortes énergies grâce à la détection de satellites. En outre, il fait partie d'une somme de réseaux de télescopes identiques que ce soit en Espagne, en Chine ou en Nouvelle-Zélande.

### Le Projet Bootes
Le projet Bootes prend son nom d'une constellation du même nom ; c'est une initiative de l'Institut Alberto Castro Tirado Headline Group Astrophysique d'Andalousie. Son principal objectif est l'observation des événements transitoires. En effet, les étoiles naissent, vivent et meurent ; ces derniers éclats spectaculaires se produisent vus à des distances énormes. Les rayons gamma sont des phénomènes intéressants relatant la mort d'étoiles massives, ce qui permet d'étudier l'histoire de la formation des étoiles dans l'univers et comprendre le cycle de vie de ces objets cosmiques. Les plus brillantes explosions dans l'Univers sont enregistrées grâce à leur forte énergie, en particulier grâce aux rayons gamma. L'atmosphère étant opaque à ce rayonnement, il est nécessaire d'avoir des satellites en orbite pour observer le phénomène transitoire.  

### Fonction et objectifs
Le fait que le réseau Bootes couvre trois continents (Amérique, Europe et Asie) permet de mener à bien des observations ininterrompues si l'objet céleste d'étude se trouve dans une position favorable et si les conditions météorologiques l'autorisent. Or San Pedro Mártir occupe la troisième place en termes de qualité de l'atmosphère sur Terre. C'est l'un des endroits les plus libres d'interférence lumineuse pour favoriser l'observation. La fonction de l'OAN est de capter la plus grande quantité de lumière des étoiles et obtenir l'information utile pour connaître la distance, l'âge et la composition chimique de ces dernières. En faisant partie du réseau Bootes, il permet d'informer la communauté scientifique pour étudier chaque phénomène en détail.

## Projet de télescope infrarouge
Le projet vise à la conception et à la construction d'un télescope infrarouge avec un miroir primaire de 6,5 mètres. Sa fonction est d'observer autant d'étoiles que possible et d'obtenir une connaissance de la composition de celles-ci. Ce type de travail est prévu à moyen et à long terme sur une période estimée entre cinq et dix ans. Le projet est pluridisciplinaire car il implique des chercheurs de différentes spécialités comme en optique, en mécanique ou en électronique, etc. Actuellement il occupe des étudiants, des chercheurs, voire des étrangers en licence, master ou doctorat.